# ドン・メンザ
ドン・メンザ（英語: Don Menza、1938年4月22日 - ）は、アメリカ合衆国のジャズ・サクソフォーン奏者、編曲家、そして作曲家である。

## 音楽活動
アメリカ陸軍に務めたのちに、ソリストおよび編曲家としてメイナード・ファーガソンの楽団員となる(1960年 - 1962年)。その後、スタン・ケントンのもとで少しの間働く。1964年から1968年まではドイツで生活した。アメリカに戻ってから、1968年にバディ・リッチのバンドに入り、同年に録音された「Channel One Suite」におけるソロ演奏で一躍有名になった。1970年にはザ・トゥナイト・ショー・バンドのメンバーを務めている。その後はカリフォルニアへ移り住み、エルヴィン・ジョーンズ、ルイ・ベルソンとともに演奏を始める。
2005年、メンザはバッファロー・ミュージック殿堂入りを果たした 。

## 私生活
彼の息子のニック・メンザ（1964年 - 2016年）は、ヘヴィメタル・バンド、メガデスのドラマーだった。

## ディスコグラフィ

### リーダー・アルバム
- Morning Song (1966年、SABA)
- 『ファースト・フライト』 - First Flight (1977年、Catalyst)
- 『ホーン・オブ・プレンティ』 - Horn of Plenty (1979年、Discwasher) ※ドン・メンザ・セクステット名義
- Burnin' (1981年、M&K) ※ドン・メンザ&ヒズ・エイティーズ・ビッグ・バンド名義
- Hip Pocket (1982年、Palo Alto)
- 『バラッズ』 - Ballads (1987年、Fresh Sound) ※with Frank Strazzeri
- Live at Claudios (1991年、Sackville) ※with Pete Magadini
- Bilein (1988年、JHM) ※with Joe Haider
- Dream Suite (2002年、Corsaro)
- Jack Rabbitt (2004年、Cadence) ※with John Bacon、Bobby Jones
- Menza Lines (2005年、Jazzed Media) ※ドン・メンザ・ビッグ・バンド名義
- Voyage (2006年、Hanssler/SWR) ※with SWR Big Band[5]
- Very Live at Groovy (2008年、Artie Music)
- Forget the Woman (2011年、Pro Jazz)
- Sonny Daze - Live at Jazzland Vienna (2017年、Alessa) ※ドン・メンザ・カルテット名義
- 『ザ・ローズ』 - The Rose (2019年、Challenge) ※ドン・メンザ・カルテット名義

### 参加アルバム
ルイ・ベルソン
- The Louis Bellson Explosion (1975年、パブロ・レコード)

ケニー・バレル
- Heritage (1980年、AudioSource)

メイナード・ファーガソン
- Si！ Si！ MF (1962年、Roulette)
- Maynard'63 (1962年、Roulette)
- Message from Maynard (1962年、Roulette)
- Maynaed'64 (1963年、Roulette) ※1959年-1962年録音